# Florenci Pujol i Brugat
Florenci Pujol i Brugat (Darnius, 8 de desembre de 1906 – 30 de setembre de 1980) fou un banquer vinculat al mercat de divises, pare de Jordi Pujol i Soley.

## Biografia

### Inicis
Fill d'un fabricant de taps de suro a Darnius, a l'Alt Empordà, el 1917 es traslladà a Premià de Mar, on va començar a treballar en una empresa del sector tèxtil i amb el temps contragué matrimoni amb Maria Soley, filla d'una família acomodada dedicada a la pagesia. Tingueren tres fills: Joan (que moriria amb pocs mesos de vida), Jordi (futur president de la Generalitat de Catalunya) i Maria.

### Banca
Pujol i Brugat era un catalanista d'Esquerra Republicana de Catalunya i catòlic practicant, va deixar la seva feina al sector tèxtil per entrar a treballar de grum en l'establiment que Banca Marsans tenia a la Rambla Catalunya de Barcelona. Amb el temps va anar pujant dins de la Banca Marsans, fins a ocupar un lloc en el departament de tresoreria. Amb només 21 anys va decidir deixar el banc i establir-se pel seu compte. Amb Moisès David Tennembaum van ser agents borsistes des de llavors fins al 1960, treballant al Bolsín del Carrer Amigó, una entitat paral·lela a la borsa oficial. Allà era conegut com el pujolet de la Borsa, per la seva intuïció pels negocis i per la gran capacitat de retenció de xifres. Amb Tennembaun també compartia un negoci de compra/venda de divises de la Rambla de Barcelona i -segons alguns historiadors- també feia negocis de compra-venda als molls del Port de Barcelona.
Gràcies al negoci de les divises que dugué a terme a la dècada de 1950 amb Tennenbaum, comprà la indústria farmacèutica Fides-Martí Cuatrecasas, que fou venuda anys després pels seus fills, a qui l'havia cedida.
El 1959 Florenci Pujol comprà la Banca Dorca d'Olot, futur embrió de Banca Catalana, un projecte fundat per ell mateix, el seu fill Jordi i Francesc Cabana i on treballaria els següents anys. El mateix any Florenci Pujol i David Tennenbaum foren condemnats per evasió de capitals a Suïssa.

### Darrers anys i mort
Va passar els darrers anys treballant a Banca Catalana. Va morir el 30 de setembre de 1980 d'un atac de cor mentre era al llit, el seu funeral fou el dia 1 d'octubre a l'església de Sant Vicenç de Sarrià de Barcelona. Fou enterrat al Cementiri de Montjuïc. Segons el seu fill Jordi Pujol i Soley, li deixà en herència diners no regularitzats a comptes a Andorra. El 2014, Jordi Pujol i Soley declarà que la fortuna de la seva dona i els seus fills provenia d'aquests diners no regularitzats que haurien estat amagats durant trenta-quatre anys. Segons va anunciar La Vanguardia, l'import seria d'uns quatre milions d'euros i estaria dipositat a la Banca Privada d'Andorra.